# Anomopsyllus abyssorum
Anomopsyllus abyssorum is een eenoogkreeftjessoort uit de familie van de Nereicolidae. De wetenschappelijke naam van de soort is voor het eerst geldig gepubliceerd in 1988 door Laubier.